# انامرو (أردوز)
انامرو هو دُوَّار يقع بجماعة أزكور، إقليم الحوز، جهة مراكش آسفي في المملكة المغربية. ينتمي الدوّار لمشيخة أردوز التي تضم 9 دواوير. يقدر عدد سكانه بـ 329 نسمة حسب الإحصاء الرسمي للسكان والسكنى لسنة 2004.

## روابط خارجية
- البوابة الوطنية للجماعات الترابية
- المندوبية السامية للتخطيط